# Barbora Macková
Barbora Macková (* 1970) je česká lékařská mikrobioložka, od roku 2024 hlavní hygienička ČR, od roku 2021 ředitelka Státního zdravotního ústavu, kde od roku 2014 působila jako vedoucí Centra epidemiologie a mikrobiologie.

## Vzdělání
V letech 1984–1988 vystudovala Gymnázium Jateční v Ústí nad Labem. V letech 1988–1995 absolvovala 3. lékařskou fakultu Univerzity Karlovy v Praze. Dosaženou odborností je lékařská mikrobiologie.

## Působení ve Státním zdravotním ústavu
Od roku 1995 působí jako klinická mikrobioložka ve Státním zdravotním ústavu.
Od února 2014 je vedoucí Centra epidemiologie a mikrobiologie.
26. ledna 2020 pro článek, kde ji server Seznam Zprávy mylně označil za „šéfku Státního zdravotního ústavu“, uvedla, že o koronaviru víme velmi málo a konkrétní lék neexistuje. Tehdy uvedla, že její pracoviště je schopné do šesti hodin od přijetí vzorku provést test na nový koronavirus, přičemž negativní výsledek by byl konečný, zatímco pozitivní by musel být ještě potvrzen v laboratoři v Berlíně, na výsledek by se čekalo 48 hodin a toto specializované vyšetření by stálo 8–10 tisíc korun. Uvedla, že pokud lidé dostanou dostatek informací, tak se ta situace postupně uklidní a stabilizuje.
V polovině ledna 2021 rezignoval ředitel Státního zdravotního ústavu Pavel Březovský a řízením ústavu ministr Jan Blatný pověřil Barboru Mackovou.
6. dubna 2021 byla ministrem zdravotnictví Janem Blatným jmenována do funkce ředitelky SZÚ.
Systematicky se věnuje podpoře primární prevence, rozvoji zdravotní gramotnosti. Klade důraz také na osvětu předcházení šíření infekčních nemocí. 

## Působení na ministerstvu zdravotnictví
12. 6. 2024 byla jmenována vládou ČR na návrh ministra zdravotnictví Vlastimila Válka do funkce hlavní hygieničky.
Klade důraz na personální i finanční stabilizaci hygienické služby, dokončení reformy hygienické služby, udržitelný dlouhodobý rozvoj tohoto servisu ve prospěch veřejného zdraví. 
Od 5. ledna 2021 Barbora Macková vede covidovou laboratorní skupinu „Centrální řídící tým - laboratorní skupina (LS COVID)“ na ministerstvu zdravotnictví. V této funkci nahradila Mariána Hajdúcha, který počátkem prosince 2020 odešel z funkce vedoucího laboratorní skupiny a národního koordinátora testování na covid-19 a odůvodnil to tím, že nechce poskytovat odborné krytí pro politická rozhodnutí, se kterými nesouhlasí, přičemž kritizoval, že v Česku se málo testuje na koronavirus, že nebyla plně uvedena do praxe připravená strategie testování a o plánovaných záměrech se často dozvěděl až z médií. Server iDnes.cz tuto informaci ČTK mylně vztáhl k vedoucí funkci v Centru epidemiologie a mikrobiologie ve Státním zdravotním ústavu, kterou však Barbora Macková zastává již od roku 2014.

## Působení v dalších institucích
Pro roky 2018–2021 je členkou revizní komise Společnosti pro epidemiologii a mikrobiologii České lékařské společnosti Jana Evangelisty Purkyně.

## Pomluva doktorky Pekové
Do veřejného povědomí výrazně vstoupila v souvislosti s šířením nepravdivých informací o doktorce Soně Pekové, o níž ministr zdravotnictví Adam Vojtěch společně s hlavní hygieničkou Evou Gotvaldovou na tiskové konferenci 6. března 2020 veřejně řekli nepravdivou informaci, že skončila v karanténě poté, co nešikovně odebrala vzorek pacientovi s koronavirem. Na tiskové konferenci následujícího dne ministr Vojtěch uvedl, po nátlaku předsedy vlády Andreje Babiše, jméno doktorky Mackové jako osoby, která mu nepravdivou informaci sdělila.
Deník Právo doktorku Mackovou kontaktoval s dotazem, jak na tyto nepravdivé informace přišla a proč je neověřené poskytla ministru zdravotnictví. Mikrobioložka však na dotazy redakce nereagovala a dále pokračovala ve své funkci. „Doktorku Mackovou“ identifikoval také deník Lidovky.cz a neúspěšně sháněl její reakci.
Ministr Adam Vojtěch uvedl, že paní doktorce Mackové bylo sníženo osobní ohodnocení, ale že ačkoliv teď špatně vyhodnotila informace, jinak dlouhodobě odvádí ve Státním zdravotním ústavu velmi dobrou práci. Podle deníku Právo přitom ministr pominul skutečnost, že v tomto případě nešlo o „špatné vyhodnocení informací”, ale o šíření falešné informace, tzv. fake news, jíž je úmyslné šíření dezinformací s cílem ovlivnit nebo zmanipulovat jejich příjemce. Zpráva, kterou dr. Macková předala ministrovi, toto kritérium podle deníku Právo dokonale splňovala. Nebyla to totiž jedna lež, ale hned tři na sebe navazující, takže vytvořily uvěřitelný, byť ve skutečnosti lživý příběh, přičemž o záměru jeho autora šlo podle deníku Právo v dané době jen spekulovat.
Podle webu Naše zdravotnictví se Barbora Macková také vzdala odpovědnosti a uvedla, že dostala mylnou informaci od svého podřízeného, kterému za to udělí sankci.
Když byla doktorka Macková pověřena vedením SZÚ, některá média ji připomenula jako osobu, kvůli níž ministr Vojtěch v březnu šířil nepravdivou informaci.